# Dendrotriton sanctibarbarus
Dendrotriton sanctibarbarus es una especie de salamandra en la familia Plethodontidae.
Es endémica de Honduras, en la vertiente del Caribe. Su hábitat natural son los montanos húmedos tropicales o subtropicales. Su rango altitudinal oscila entre 1829 y 2744 m s. n. m..
Está amenazada de extinción debido a la destrucción de su hábitat .